# كينتارو ساكاجوتشي
كينتارو ساكاجوتشي (باليابانية: 坂口健太郎؛ بالكانا: さかぐち けんたろう) هو عارض وممثل ياباني، ولد في 11 يوليو 1991 في طوكيو في اليابان.

## أعمال

### أفلام
- (2015) أختنا الصغيرة[5]
- (2018) أبطال بسطاء

## وصلات خارجية
- الموقع الرسمي
- كينتارو ساكاجوتشي على موقع IMDb (الإنجليزية)
- كينتارو ساكاجوتشي على موقع ألو سيني (الفرنسية)
- كينتارو ساكاجوتشي على موقع أول موفي (الإنجليزية)
- كينتارو ساكاجوتشي على موقع قاعدة بيانات الفيلم (الإنجليزية)